# القمة (فلم هندي)
shikhar (بالإنكليزية: بيناكل، Devnagari: शिखर) هو فيلم بوليودي درامي من قبل جون ماثيو متان. ونجوم السينما شاهيد كابور، أجاي ديفجان، و بيباشا باسو في الأدوار الرئيسية. ويستند قصة على الأراضي والقرى، وكيف يمكن لبعض رجال الأعمال عبر أي خط من الجشع للحصول على ما يرغب، والذهاب إلى أي مكان. الفيلم صدر في 30 كانون الأول 2005.

## وصلات خارجية
- القمة على موقع IMDb (الإنجليزية)
- القمة على موقع قاعدة بيانات الفيلم (الإنجليزية)
- القمة على موقع ليتربوكسد (الإنجليزية)
- القمة على موقع كينوبويسك (الروسية)